# 126444 Wylie
126444 Wylie este un asteroid din centura principală de asteroizi.

## Descriere
126444 Wylie este un asteroid din centura principală de asteroizi. A fost descoperit pe 7 februarie 2002 la Kingsnake de John V. McClusky. Asteroidul prezintă o orbită caracterizată de o semiaxă mare de 2,45 ua, o excentricitate de 0,09 și o înclinație de 15,1° în raport cu ecliptica.